# Karaliaus Mindaugo taurė
Karaliaus Mindaugo taurė (en español, Copa del Rey Mindaugas) es la competición de Copa de baloncesto de Lituania. Está organizada por la Federación Lituana y la Lietuvos Krepšinio Lyga, y su nombre es en honor a Mindaugas, el primer rey del país.

## Historia
El nuevo torneo se presentó en público el 1 de diciembre de 2015, reemplazando a la LKF taurė, la competición de copa que se venía desarrollando hasta ese momento. Unificó en un evento de tres días la mera competición con los actos del All-Star de la LKL. La primera edición se celebró entre el 19 y el 21 de febrero en el Siemens Arena de Vilnius.

## Formato
En el torneo participan los ocho mejores equipos clasificados tras la primera vuelta de la LKL, en un formato de eliminación directa. Desde 2017, los cuartos de final se disputan en el pabellón de uno de los equipos implicados en el cruce, mientras que las semifinales y la final se disputan en la sede de la edición, en un formato de final four.
El evento incluye un concurso de mates y otro de triples en el día de las semifinales, además de diversas actuaciones musicales.

## Palmarés
| Temporada | Campeón        | Marcador | Finalista         | Ciudad    | Estadio                    | MVP                  |
| --------- | -------------- | -------- | ----------------- | --------- | -------------------------- | -------------------- |
| 2016      | Lietuvos rytas | 67-57    | Žalgiris          | Vilnius   | Siemens Arena              | Antanas Kavaliauskas |
| 2017      | Žalgiris       | 84-63    | Lietkabelis       | Kaunas    | Žalgiris Arena             | Edgaras Ulanovas     |
| 2018      | Žalgiris       | 81-62    | Lietuvos rytas    | Klaipėda  | Švyturys Arena             | Edgaras Ulanovas     |
| 2019      | BC Rytas       | 70-67    | Žalgiris          | Vilnius   | Siemens Arena              | Artsiom Parakhouski  |
| 2020      | Žalgiris       | 80–60    | Rytas             | Klaipėda  | Švyturys Arena             | Edgaras Ulanovas     |
| 2021      | Žalgiris       | 76–69    | Lietkabelis       | Panevėžys | Cido Arena                 | Joffrey Lauvergne    |
| 2022      | Žalgiris       | 91–66    | Lietkabelis       | Vilnius   | Avia Solutions Group Arena | Joffrey Lauvergne    |
| 2023      | Žalgiris       | 81–77    | Cbet Jonava       | Šiauliai  | Šiauliai Arena             | Edgaras Ulanovas     |
| 2024      | Žalgiris       | 86–70    | Lietkabelis       | Kaunas    | Žalgiris Arena             | Laurynas Birutis     |
| 2025      | Žalgiris       | 91–89    | Neptūnas Klaipėda | Vilna     | Avia Solutions Group Arena | Ignas Brazdeikis     |